# Désindustrialisation de la France
La désindustrialisation de la France est un phénomène économique particulier relevant d'un phénomène de désindustrialisation plus large des pays développés. Le phénomène, qui a commencé dans les années 1970, s'est prolongé jusqu'à ce jour.

## Histoire

### De la Grande dépression à la Seconde guerre mondiale
La part des industries mécaniques dans l'industrie manufacturière recule après la Grande Dépression qui a frappé la France. Entre 1929 et 1938, elle passe de 25 % à 23,5 %.
La possibilité d'une désindustrialisation française fait l'objet de débats dans les années 1940 et 1950. Le régime de Vichy promeut une désindustrialisation en vue d'un renforcement de l'économie agricole. Philippe Pétain confie à la presse américaine, le 22 août 1940 : « La France de demain sera à la fois très nouvelle et très ancienne. Elle redeviendra ce qu’elle n’aurait jamais dû cesser d’être : une nation essentiellement agricole ».
En 1946, un parlementaire affirme à la tribune que « la désindustrialisation de la France, en diminuant le nombre des consommateurs ouvriers, aurait pour premier résultat de réduire notre principal débouché agricole : le marché français ».
Entre 1936 et 1949, la part de la population active dans l'industrie et le bâtiment stagne à un niveau élevé, passant de 32,5 % à 33,1 % de la population active.

### Des Trente Glorieuses à la crise de 1974
Les Trente Glorieuses voient un renforcement des capacités de production industrielles françaises. Le mouvement ralentit cependant, avant de chuter, à partir des années 1970.
La part de la population active travaillant dans l'industrie et le bâtiment passe de 33,1 % en 1949 à 36,1% en 1962, puis atteint un pic à 38,5 % en 1974.

### De la crise de 1974 aux années 1980
Les années 1970 marquent le début de la désindustrialisation de la France. Elle commence dans les secteurs en crise, c'est-à-dire ceux qui sont peu compétitifs et qui souffraient déjà avant le premier choc pétrolier : il s'agit du textile, de la construction navale, de la sidérurgie et des charbonnages. Ce mouvement se poursuit dans les années 1980.
A partir de 1974, et jusqu'au début des années 2000, l'emploi industriel diminue chaque année de 1,5 % en France, tandis que l'emploi dans les services croît de 1,5 % à 2 % par an. Entre 1979 et 1984, la chute de l'industrie française est la plus brutale de l'Europe. La France perd, entre 1979 et 1980, 624 000 emplois de salariés dans l'industrie. En 1985, 31,7 % de la population active travaille dans l'industrie et le bâtiment.
Ainsi, si la France n'est pas spécifiquement touchée par la désindustrialisation qui frappe l'écrasante majorité des pays développés depuis les années 1960, notamment du fait de gains importants de productivité et du développement du secteur des services, la France reste plus touchée que certains pays développés,.

### Des années 1980 aux années 2010
Entre 1970 et 2020, la France est le pays européen qui s'est le plus désindustrialisé, avec une perte de 2,5 millions d'emplois industriels depuis 1974. Cette chute est concomitante de la chute de la part de l’industrie manufacturière dans la valeur ajoutée de l’ensemble de l’économie, qui est passée de 25 % en 1961 à 11 % en 2010. En 2001, la part de la population active travaillant dans l'industrie et le bâtiment atteint 26 %.
La chute cause en partie une diminution des parts de marché de la France : entre 2000 et 2010, la part de marché de la France a diminué de 3,5 points, soulignant que « c'est le plus fort recul des pays de la zone euro ». Cela contribue aussi au chômage : une étude estime qu'un emploi perdu dans l’industrie provoque la perte de trois emplois dans le reste de l’économie.
Selon le cabinet Trendeo, la France a perdu plus d'un millier d'usines employant plus de dix salariés entre 2009 et 2013. Entre 2012 et 2017, l’emploi industriel a perdu 150 000 postes salariés.

### Depuis les années 2010
Le nombre d'emplois industriels stagne à partir de 2015. Il enregistre des créations nettes de 2017 à 2019, pour la première fois depuis 2000,. En 2022, dans son rapport Les métiers en 2030, France Stratégie estime que la dynamique de désindustrialisation s'est essoufflée et que la part de l'industrie dans la valeur ajoutée devrait se stabiliser jusqu'en 2030 au moins. Elle remarque que l'emploi industriel qualifié devrait augmenter.
La valeur ajoutée de l'industrie a progressé entre 1970 et 2019, passant de 28 md€ à 41 md€ en prix constants. Son poids relatif a baissé, passant de 25 % à 13 % de la valeur ajoutée totale. L'emploi industriel recommence à augmenter à partir de 2017.

## Causes

### Progrès technique
Le progrès technique est, selon une étude de la Direction générale du Trésor (2010), le premier facteur de perte d'emplois industriels. Il a causé la suppression de 65 % des emplois sur la période 2000 à 2007. Cela signifie que l'industrie a connu des gains de productivité importants qui ont rendu inutile un grand nombre d'emplois, le pays étant capable de produire autant de valeur ajoutée industrielle avec moins de travailleurs.

### Concurrence internationale
Patrick Artus, Jacques Mistral et Valérie Plagnol estiment dans une note de 2011 que « le transfert de production industrielle vers la Chine » a provoqué une « profonde désindustrialisation ». Toutefois, une étude de la Direction générale du Trésor nuance ce résultat. Elle montre que, entre 1980 et 2007, les deux tiers des emplois détruits dans l'industrie l'ont été du fait de pertes de productivité ou par l'externalisation d'activités jadis classées comme manufacturières vers le secteur des services, et un tiers seulement par le commerce international. Ce tiers serait concentré sur la période 2000 à 2007. Cela concorde avec les calculs réalisés aux États-Unis, qui montrent que seulement 10 % de la baisse d'emplois observée entre 1999 et 2011 est due à la concurrence directe des importations. Conformément à ces résultats, une étude de 2016 de la Banque de France indique que les importations chinoises en France ont entraîné la destruction de 90 000 emplois industriels entre 2001 et 2007. Il s'agissait principalement d'« emplois faiblement et moyennement qualifiés ».
Dans une note de 2021, le Conseil d'analyse économique estime que la compétition internationale n'a pas été déterminante dans la désindustrialisation française. Il pointe d'autres causes. La chute de sa productivité, la transformation des postes de consommation, la mutation de l'offre pour un accroissement des services, sont plus responsables de la désindustrialisation. La note remarque que ce sont des caractéristiques que l'on retrouve dans la plupart des pays riches.

### Externalisation du secondaire vers le tertiaire
La structure de l'emploi française a évolué pour donner une place prépondérante au secteur tertiaire, celui des services. Les entreprises industrielles, qui auparavant effectuaient toutes les tâches liées au droit, au marketing, aux ressources humaines, etc., en interne, ont de plus en plus externalisé, c'est-à-dire embauché des entreprises du secteur tertiaire pour effectuer ces tâches. Cette externalisation représente environ 25 % des pertes d'emplois industriels en France entre 1980 et 2007, selon une note de la Direction générale du Trésor.

### Modification de la consommation française
Les changements de la structure de la consommation des ménages joue un rôle majeur dans la désindustrialisation française. En effet, le progrès technique, ainsi que l'évolution des préférences des consommateurs finaux, explique 40 % de la diminution de la part de l'emploi manufacturier français entre 1975 et 2015 selon une étude de 2017 de la Banque de France. Cette évolution correspondrait sociologiquement à l'émergence de nouveaux besoins et à une modification du comportement d'achat des ménages.

### Déficit d'investissement en recherche et développement
Dans une note de 2014, la Direction générale du Trésor éclaire le rôle du déficit d'investissement en recherche et développement dans la désindustrialisation. En effet, l'innovation permet d'augmenter la productivité des entreprises et de les rendre plus compétitives. Or, en 2018, la France n'investit que 2,2 % de son PIB en R&D, contre plus de 3 % pour les États-Unis, l'Allemagne ou le Japon.

## Débats et critiques

### Possibilité de réindustrialisation
La capacité de la France à se réindustrialiser fait l'objet de débats entre économistes. En 2016 le Medef estime qu'il est possible de faire passer en cinq ans le poids de l’industrie dans l’économie française de 11 % à 15 %. Mais la même année, selon Patrick Artus, « La désindustrialisation de la France est inexorable ».
Certaines études ont considéré que la France devait se spécialiser dans les services, où elle est commercialement excédentaire, afin de compenser la perte de postes industriels. La note de 201 du Conseil d'analyse économique remarque qu'aux États-Unis, la création d'emplois non industriels a plus que compensé la baisse d'emplois industriels.

### Surestimation de la désindustrialisation
Certains économistes font remarquer que la désindustrialisation française pourrait être surestimée. En effet, comme le fait remarquer la note de la Direction générale du Trésor de 2010, la désindustrialisation française est pour un quart due à une externalisation d'une partie des services autrefois gérés en interne par les entreprises industrielles vers des entreprises du secteur tertiaire, qui réalisent pour le compte de l'entreprise comptabilisée comme faisant partie du secteur tertiaire une mission qui aurait été par le passé comptabilisée comme émanant du secteur secondaire.